# Фарис, Мухаммед Ахмед
Муха́ммед А́хмед Фа́рис (араб. محمد أحمد فارس‎; 26 мая 1951, Алеппо, Сирия — 19 апреля 2024, Газиантеп, Турция) — космонавт-исследователь космического корабля «Союз ТМ-3» («Союз ТМ-2») и орбитального научно-исследовательского комплекса «Мир»; первый и на данный момент единственный космонавт Сирии, генерал-майор.

## Биография
Отец занимался окрашиванием ниток и тканей.
С 1969 по 1973 годы учился в Военно-воздушной академии Сирии на аэродроме Нейраб около города Халеб (Алеппо). С 1973 года служил лётчиком и инструктором на том же аэродроме.
Член Партии арабского социлистического возрождения с 1973 года.
В конце сентября 1985 года был отобран в Сирии в качестве одного из двух кандидатов в космонавты. В октябре 1985 года прибыл в ЦПК имени Гагарина и приступил к подготовке к полёту. В декабре 1986 года получил назначение в основной экипаж.
С 22 по 30 июля 1987 года совершил космический полёт на корабле «Союз ТМ-3» (посадка на корабле «Союз ТМ-2»). Во время полёта выполнял эксперименты по космической медицине и материаловедению, а также проводил съёмку Сирии из космоса.
30 июля 1987 года «Союз ТМ-2» с экипажем в составе А. Викторенко, А. Лавейкина и М. Фариса отстыковался от станции «Мир» и в тот же день совершил успешную посадку.
После совершения космического полёта в 1987 году вновь вернулся на службу в ВВС Сирии. В 2001 году возглавлял Институт подготовки военных лётчиков в Халебе (Алеппо). Был в этой должности 8 лет, затем работал в Дамаске на должности директора управления.
4 августа 2012 года бежал в Турцию и присоединился к оппозиции, поддержав «Свободную армию Сирии», ведущую войну против президента Башара Асада. Вошёл в левую оппозиционную коалицию Национальный координационный комитет за демократические перемены.
В феврале 2016 года обвинил Россию и Путина в убийстве 2000 мирных граждан Сирии.
В сентябре 2017 года назначен министром обороны во «Временном правительстве Сирии» — оппозиционном кабинете в изгнании.
В марте 2024 года Фарис был госпитализирован в частную больницу Sanko в турецкой провинции Газиантеп. Умер 19 апреля после болезни в возрасте 72 лет.

## Награды
- Герой Советского Союза, кавалер ордена Ленина и медали «Золотая Звезда» (Указ Президиума Верховного Совета СССР от 30 июля 1987 года).
- Медаль «За заслуги в освоении космоса» (12 апреля 2011 года, Россия) — за большой вклад в развитие международного сотрудничества в области пилотируемой космонавтики[10].

## Семейное положение
Жена Гинд Акиль (Hind Akil), домохозяйка. У них трое детей: дочь Гадиль (Hadil) (1979), сын Кутайба (Qutayba)(1981) (в 2002 году учился на кафедре информатики в университете в Халебе) и ещё один сын, родившийся 30 декабря 1987 года, уже после полёта отца, и получивший имя Мир (Mir), в честь советской орбитальной станции.